# Жоффрей Кондогбія
Жоффре́й Кондогбія́ (фр. Geoffrey Kondogbia; 15 лютого 1993, Немур) — французький футболіст центральноафриканського походження, півзахисник «Марселя» і збірної Центральноафриканської Республіки.

## Кар'єра

### Монако
31 серпня 2013 повернувся на батьківщину, підписавши контракт на п'ять років з «Монако». Сума трансферу склала близько $26,8 млн. У своєму першому сезоні провів 26 ігор, відзначившись одним голом. «Монако» зумів фінішувати другим, таким чином повернувся у Лігу чемпіонів після тривалої відсутності у головному європейському змаганні.

### Інтернаціонале
22 червня 2015 року перебрався за €35 млн до складу «Інтернаціонале», підписавши п'ятирічний контракт

## Статистика

### Клубна
Станом на 22 червня 2015
| Клую              | Сезон             | Ліга  | Ліга | Національний кубок | Національний кубок | Кубок Ліги | Кубок Ліги | Континентальні кубки | Континентальні кубки | Інші  | Інші | Загалом | Загалом |
| Клую              | Сезон             | Матчі | Голи | Матчі              | Голи               | Матчі      | Голи       | Матчі                | Голи                 | Матчі | Голи | Матчі   | Голи    |
| ----------------- | ----------------- | ----- | ---- | ------------------ | ------------------ | ---------- | ---------- | -------------------- | -------------------- | ----- | ---- | ------- | ------- |
| «Ланс»            | 2010–11           | 3     | 0    | 0                  | 0                  | 0          | 0          | —                    | —                    | —     | —    | 3       | 0       |
| «Ланс»            | 2011–12           | 32    | 1    | 0                  | 0                  | 4          | 0          | —                    | —                    | —     | —    | 36      | 1       |
| «Ланс»            | Загалом           | 35    | 1    | 0                  | 0                  | 4          | 0          | —                    | —                    | —     | —    | 39      | 1       |
| «Севілья»         | 2012–13           | 31    | 1    | 6                  | 0                  | —          | —          | —                    | —                    | —     | —    | 38      | 1       |
| «Севілья»         | 2013–14           | 2     | 0    | 0                  | 0                  | —          | —          | 1                    | 0                    | —     | —    | 3       | 0       |
| «Севілья»         | Total             | 33    | 1    | 6                  | 0                  | —          | —          | 1                    | 0                    | —     | —    | 41      | 1       |
| «Монако»          |                   |       |      |                    |                    |            |            |                      |                      |       |      |         |         |
| 2013–14           | 26                | 1     | 4    | 1                  | 1                  | 0          | —          | —                    | —                    | —     | 31   | 2       |         |
| 2014–15           | 22                | 1     | 2    | 0                  | 0                  | 0          | 8          | 1                    | —                    | —     | 32   | 2       |         |
| Загалом           | 48                | 2     | 6    | 1                  | 1                  | 0          | 8          | 1                    | —                    | —     | 63   | 4       |         |
| «Інтернаціонале»  | 2015–16           | 26    | 1    | 4                  | 0                  | —          | —          | —                    | —                    | —     | —    | 30      | 1       |
| «Інтернаціонале»  | 2016–17           | 24    | 1    | 2                  | 0                  | —          | —          | 0                    | 0                    | —     | —    | 26      | 1       |
| «Інтернаціонале»  | Загалом           | 50    | 2    | 6                  | 0                  | —          | —          | —                    | —                    | —     | —    | 56      | 2       |
| «Валенсія»        | 2017–18           | 31    | 4    | 5                  | 0                  | —          | —          | —                    | —                    | —     | —    | 36      | 4       |
| «Валенсія»        | 2018–19           | 9     | 0    | 1                  | 0                  | —          | —          | 5                    | 0                    | —     | —    | 15      | 0       |
| «Валенсія»        | Загалом           | 40    | 4    | 6                  | 0                  | —          | —          | 5                    | 0                    | —     | —    | 51      | 4       |
| Загалом в кар'єрі | Загалом в кар'єрі | 206   | 10   | 24                 | 1                  | 5          | 0          | 14                   | 1                    | —     | —    | 250     | 12      |

1. ↑  Усі матчі у рамках Ліги Європи УЄФА
2. ↑  Усі матчі у рамках Ліги чемпіонів УЄФА

## Досягнення
- Володар Кубка Іспанії (1):

«Валенсія»: 2018-19
- Чемпіон Іспанії (1):

«Атлетіко» (Мадрид): 2020-21

### Збірна
- Чемпіон світу серед молоді: 2013